# Something Else Press
Something Else Press est une maison d'édition américaine fondée à New York par Dick Higgins en 1963.    
La maison a publié de nombreux textes importants Intermedia et œuvres d'artistes Fluxus comme Higgins lui-même, Ray Johnson, Alison Knowles, Allan Kaprow, George Brecht, Daniel Spoerri, Robert Filliou, Al Hansen, John Cage, Emmett Williams et d’importantes figures modernistes telles que Gertrude Stein, Henry Cowell et Bern Porter. 

## Contexte
Something Else Press est l'un des premiers éditeurs de poésie concrète et d'autres œuvres d'artistes Fluxus au cours des années 1960.    
Parmi les artistes qui ont travaillé chez Something Else Press figurent le rédacteur en chef Emmett Williams, l'artiste Alison Knowles, le poète Larry Freifeld,,, la romancière Mary Flanagan, l'artiste Ronnie Landfield, et l'éditeur/fondateur Dick Higgins. Ken Friedman, artiste et érudit de Fluxus, a été directeur général de Higgins en Californie en 1970 et 1971. Initialement situé à Chelsea à Manhattan, Something Else Press a finalement été transférée à West Glover, dans le nord du Vermont dans les années 1970.